# European Universities Debating Championship
Die European Universities Debating Championship (kurz: EUDC, umgangssprachlich: Euros (Pl.)) ist die alljährlich ausgetragene Europameisterschaft im Debating. Das Format der EUDC ist der auf internationalen Turnieren übliche British Parliamentary Style, die Turniersprache Englisch. Die Grundidee ist die eines Wettbewerbs zwischen Universitäten, denen jeweils genau ein Debattierclub zugeordnet ist. Tatsächlich jedoch gibt es einzelne Fälle, in denen ein Club mehrere Institutionen abdeckt, während andererseits manche Universitäten, etwa aufgrund eines internen College-Systems, mehrere Societies haben.
Die seit der in Novi Sad ausgetragenen EUDC 2018 amtierenden Europameister sind sowohl im offenen Wettbewerb als auch in der Kategorie English as Second Language (ESL) Teams der Universität Tel Aviv.

## Geschichte
In der heute bekannten Form fand die Meisterschaft zum ersten Mal im April 1999 im niederländischen Rotterdam statt. Nur 32 Teams, also 64 Redner, traten damals an. Seitdem hat ein deutliches Wachstum des Wettbewerbs stattgefunden. Auf der EUDC 2011 redeten 180 Teams.
Die EUDCs seit 1999:
| Jahr | Ort                 | Ausrichter                                                                       |
| ---- | ------------------- | -------------------------------------------------------------------------------- |
| 1999 | Rotterdam           | Erasmus-Universität Rotterdam                                                    |
| 2000 | Aberdeen            | University of Aberdeen                                                           |
| 2001 | Ljubljana           | Universität Ljubljana                                                            |
| 2002 | Haifa               | Universität Haifa                                                                |
| 2003 | Zagreb              | Universität Zagreb                                                               |
| 2004 | Durham              | University of Durham                                                             |
| 2005 | Cork                | University College Cork                                                          |
| 2006 | Berlin              | Berlin Debating Union                                                            |
| 2007 | Istanbul            | Koç University                                                                   |
| 2008 | Tallinn             | Universität Tallinn                                                              |
| 2009 | Newcastle upon Tyne | Newcastle University                                                             |
| 2010 | Amsterdam           | Freie Universität Amsterdam                                                      |
| 2011 | Galway              | Literary and Debating Society und Law Society der National University of Ireland |
| 2012 | Belgrad             | The Open Communication der Universität Belgrad                                   |
| 2013 | Manchester          | Manchester Debating Union                                                        |
| 2014 | Zagreb              | Zagreb Debating Society and The Open Communication                               |
| 2015 | Wien                | Debattierklub Wien                                                               |
| 2016 | Warschau            | Fundacja Polska Debatuje                                                         |
| 2017 | Tallinn             | Tallinn University of Technology Debate Society                                  |
| 2018 | Novi Sad            | Novi Sad Business School                                                         |
| 2019 | Athen               | Debating Society of Greece                                                       |
| 2020 | Nur-Sultan          | Astana Debate Union                                                              |

## Ausrichtungsmodus
Der Wettbewerb umfasst neun Vorrunden (preliminary rounds), an denen alle Teams teilnehmen, und im K.-o.-System ausgetragene Finalrunden (break rounds) bis hin zum Finale. Wie auf großen internationalen Turnieren üblich gibt es nach den Vorrunden zwei Breaks in die Finalrunden: Neben dem Open Break, um den alle Teams konkurrieren, gibt es den ESL-Break, zu dem nur solche Teams zugelassen sind, deren Mitglieder nicht über längere Zeit in einem englischsprachigen Umfeld gelebt haben. ESL steht hier für English as Second Language. Ein für den ESL-Break zugelassenes Team kann bei Erreichen einer hinreichenden Position in der Team-Rangliste (Team-Tab) nach den Vorrunden beide Finalrunden bestreiten und somit auch beide Europameistertitel erringen. 2009 erregte ein ESL-Team aus Tel Aviv Aufsehen, als es im ESL-Halbfinale ausschied, das Open Final jedoch erreichte. 2011 gelang erneut einem Team aus Tel Aviv der doppelte Break, und zudem der Sieg im ESL-Wettbewerb.

## Siegerliste
| Jahr | Europameister                    | ESL-Europameister                |
| 2018 | Universität Tel Aviv             | Universität Tel Aviv             |
| 2017 | Universität Glasgow              | Universität Tel Aviv             |
| 2016 | PEP                              | Universität Tel Aviv             |
| 2015 | Universität St. Andrews          | Universität Tel Aviv             |
| 2014 | Universität Sheffield            | Universität Belgrad              |
| 2013 | University of Cambridge          | Universität Lund                 |
| 2012 | BPP University College           | Universität Leiden               |
| 2011 | University of Oxford             | Universität Tel Aviv             |
| 2010 | Honorable Society of King’s Inns | Universität Ljubljana            |
| 2009 | University of Oxford             | Universität Leiden               |
| 2008 | University of Oxford             | Babeș-Bolyai-Universität Cluj    |
| 2007 | University of Cambridge          | Universität Tallinn              |
| 2006 | University of Oxford             | Universität Bonn                 |
| 2005 | Durham University                | Erasmus-Universität Rotterdam    |
| 2004 | Universität Utrecht              | Interdisciplinary Center         |
| 2003 | University of Bristol            | Erasmus-Universität Rotterdam    |
| 2002 | University of Oxford             | Hebräische Universität Jerusalem |
| 2001 | Inner Temple                     | Erasmus-Universität Rotterdam    |
| 2000 | University of Oxford             | Universität Tartu                |
| 1999 | University of Oxford             | Deree College                    |

## EUDC-Council und -Committee
Auf der Europameisterschaft 1999 wurde das EUDC-Council als oberstes Entscheidungsorgan gegründet. Jedes Land ist mit hier mit einer Stimme vertreten. Die alljährliche Zusammenkunft, auf der auch der nächste EUDC-Ausrichter per Wahl bestimmt wird, findet im Rahmen des Turniers statt. Mindestens drei solcher Entscheidungen waren das Ergebnis eines Wettbewerbs. So setzte sich 2001 die Universität Haifa gegen die University of Limerick, 2005 die Berlin Debating Union gegen die Istanbuler Koç University und 2007 die Universität Tallinn gegen das Interdisciplinary Center im israelischen Herzlia durch. Außerdem entscheidet das Council über Regelfragen, wie etwa die Kriterien für die Zulassung zum ESL-Break.
Das EUDC-Committee besteht aus einem Präsidenten, der zugleich Vorsitzender des Council ist, einem Sekretär, dem Ausrichter der laufenden und folgenden EUDC sowie Regionalrepräsentanten für Mittel- und Osteuropa, Nord- und Westeuropa, Südosteuropa, den Nahen Osten und die Britischen Inseln. Dieses Gremium erörtert Angelegenheiten, die zwischen den jährlichen Council-Meetings aufkommen.
Der amtierende Vorsitzende des Council und Präsident des Committee ist Jan-Gunther Gosselke vom Debating Club an der Universität St. Gallen. Er folgte auf Karin Merckens der Universität Leiden. Frühere Vorsitzende umfassten unter anderem Marcus Ewald vom Debattierclub Johannes Gutenberg in Mainz (2013), Stephen Nolan von der Literary and Debating Society in Galway (2012) und Jens Fischer von der Berlin Debating Union (2011).